# チャールズ・イングラム (第9代アーヴィン子爵)
第9代アーヴィン子爵チャールズ・イングラム（英語: Charles Ingram, 9th Viscount of Irvine、1727年3月19日 – 1778年6月19日）は、イギリスの政治家、貴族。

## 生涯
チャールズ・イングラム（1748年11月28日没）とエリザベス・スカーバラ（Elizabeth Scarborough、チャールズ・スカーバラの娘）の息子として、1727年3月19日に生まれた。1737年から1743年までウェストミンスター・スクールで教育を受けた。
伯父にあたる第7代アーヴィン子爵ヘンリー・イングラムの影響力により、1747年イギリス総選挙でホーシャム選挙区から出馬して当選した。第7代アーヴィン子爵と同じく与党を支持し、1756年には王太子ジョージの寝室宮内官（Groom of the bedchamber）に任命され、1760年に王太子ジョージがジョージ3世として即位した後も留任し、1763年まで務めた。
1763年4月14日に伯父ジョージが死去すると、アーヴィン子爵の爵位を継承した。同年11月、大ピットに手紙を書き、自身の爵位継承により空席になった庶民院の議席への推薦者について聞いた（アーヴィン子爵はホーシャム選挙区の2議席を掌握していた）。大ピットがロバート・プラット（Robert Pratt）を指名すると、アーヴィン子爵はそれを受け入れ、プラットは1763年の補欠選挙と1768年イギリス総選挙で当選した。しかし、1774年イギリス総選挙では大ピットが野党に回っていたにもかかわらず、アーヴィン子爵は与党の指名者2人を当選させた。
1768年から1778年までスコットランド貴族代表議員を務めた。
1778年6月19日にテンプル・ニューサムで死去、ウィットカークで埋葬された。後継者がおらず、爵位は断絶した。死後、ホーシャム選挙区の支配は妻フランシスが握り、1804年にはそれが娘フランシスの夫ウィリアム・ゴードンに移った。1807年にアーヴィン子爵の妻フランシスが死去すると、長女イサベラの夫第2代ハートフォード侯爵フランシス・シーモア＝コンウェイがホーシャム選挙区の支配権を含むフランシスの遺産を継承したが、ハートフォード侯爵は1810年から1811年にかけてホーシャムでの領地を第11代ノーフォーク公爵チャールズ・ハワードに売却した。
テンプル・ニューサムが1760年頃のベンジャミン・ウィルソンによるチャールズ・イングラムの肖像画を保有している。

## 家族
1758年6月28日以降、フランシス・シェパード（Frances Shepheard、1734年8月8日 – 1807年11月20日、サミュエル・シェパードの庶出の娘）と結婚、5女をもうけた。
- イサベラ（英語版）（1834年4月12日没） - 1776年5月20日、第2代ハートフォード侯爵フランシス・シーモア＝コンウェイ（1822年没、後に姓をイングラム＝シーモア＝コンウェイに改める）と結婚、子供あり。王太子ジョージ（後のイギリス国王ジョージ4世）の愛人
- フランシス（1841年9月29日没） - 1781年3月1日、ウィリアム・ゴードン（英語版）（1823年5月1日没、第3代ゴードン公爵コスモ・ゴードンの息子）と結婚、子供あり
- エリザベス（1817年8月23日没） - 1782年8月2日、ヒューゴ・メイネル（Hugo Meynell、1801年没）と結婚、子供あり
- ハリエット - ヘンリー・ハーヴィー・アストン（Henry Hervey Aston）と結婚
- ルイーザ・スザンナ（1766年頃 – 1857年11月22日） - 1787年7月7日、第4代準男爵サー・ジョン・ラムズデン（英語版）（1839年没）と結婚、子供あり